# Фонтне Мовоазен
Фонтне Мовоазен (фр. Fontenay-Mauvoisin) је насељено место у Француској у региону Париски регион, у департману Ивлен.
По подацима из 2011. године у општини је живело 412 становника, а густина насељености је износила 124,47 становника/km².

## Демографија
| 1962. | 1968. | 1975. | 1982. | 1990. | 2011. |
| ----- | ----- | ----- | ----- | ----- | ----- |
| 151   | 136   | 167   | 198   | 260   | 412   |